# Fridtjof Kaulbach
Fridtjof Kaulbach (Monaco di Baviera, 26 maggio 1901 – Danimarca, 12 settembre 1968) è stato un attore tedesco, di madre danese, uno dei principali attori bambini della sua generazione in Europa, attivo in Danimarca tra il 1913 e il 1916.

## Biografia
Fridtjof Kaulbach (Fridtjof von Kaulbach) nasce in Germania a Monaco di Baviera nel 1901. Discende da una dinastia di tre generazioni di pittori tedeschi: suo padre Robert Wilhelm Piloty von Kaulbach (1877-1908) era figlio di Hermann von Kaulbach (1846-1909), figlio dell'ancor più celebre Wilhelm von Kaulbach (1805-1874). La madre è la ballerina danese Tilly von Kaulbach (nata Frederiksen; 1874–1966), celebrata in Europa come interprete di danze esotiche. Il bambino riceve il suo nome in onore del padrino di battesimo, il famoso esploratore norvegese Fridtjof Nansen.
Dopo la morte del padre nel 1909, la madre torna in Danimarca e forma a Charlottenlund una compagnia cinematografica con il regista danese George Schnéevoigt, impegnando se stessa e il figlio come attori. Tra il 1913 e il 1915 Fridtjof Kaulbach recita come attore bambino in quattro film diretti da George Schnéevoigt, e in almeno altre due pellicole, sempre al fianco della madre. Contrariamente all'esperienza della maggior parte degli attori bambini della sua generazione il ragazzo è impiegato in modo esclusivo in parti drammatiche. Il 22 febbraio 1915 George Schnéevoigt sposa sua madre. L'ora patrigno affida al ragazzo ancora due ruoli nel 1916, questa volta senza la presenza della madre. Saranno queste le sue ultime esperienze di attore cinematografico. Kaulbach non abbandonerà comunque del tutto il mondo del cinema, lavorando nella sua vita professionale come tecnico della fotografia.

## Filmografia

### Cinema
- Skyggedanserinden, regia di George Schnéevoigt (1913)
- Kleiner Svend und seine Mutter, regia di George Schnéevoigt (1913)
- En gartnerdreng søges, regia di George Schnéevoigt (1913)
- Stærkere end dynamit, regia di George Schnéevoigt (1913)
- Dødsklokken, regia di Alf Nielsen (1914)
- Under galgen (1915)
- De mystiske z straaler, regia di George Schnéevoigt (1916)
- Mysteriet paa Duncan Slot, regia di George Schnéevoigt (1916)